# Alótropos del oxígeno

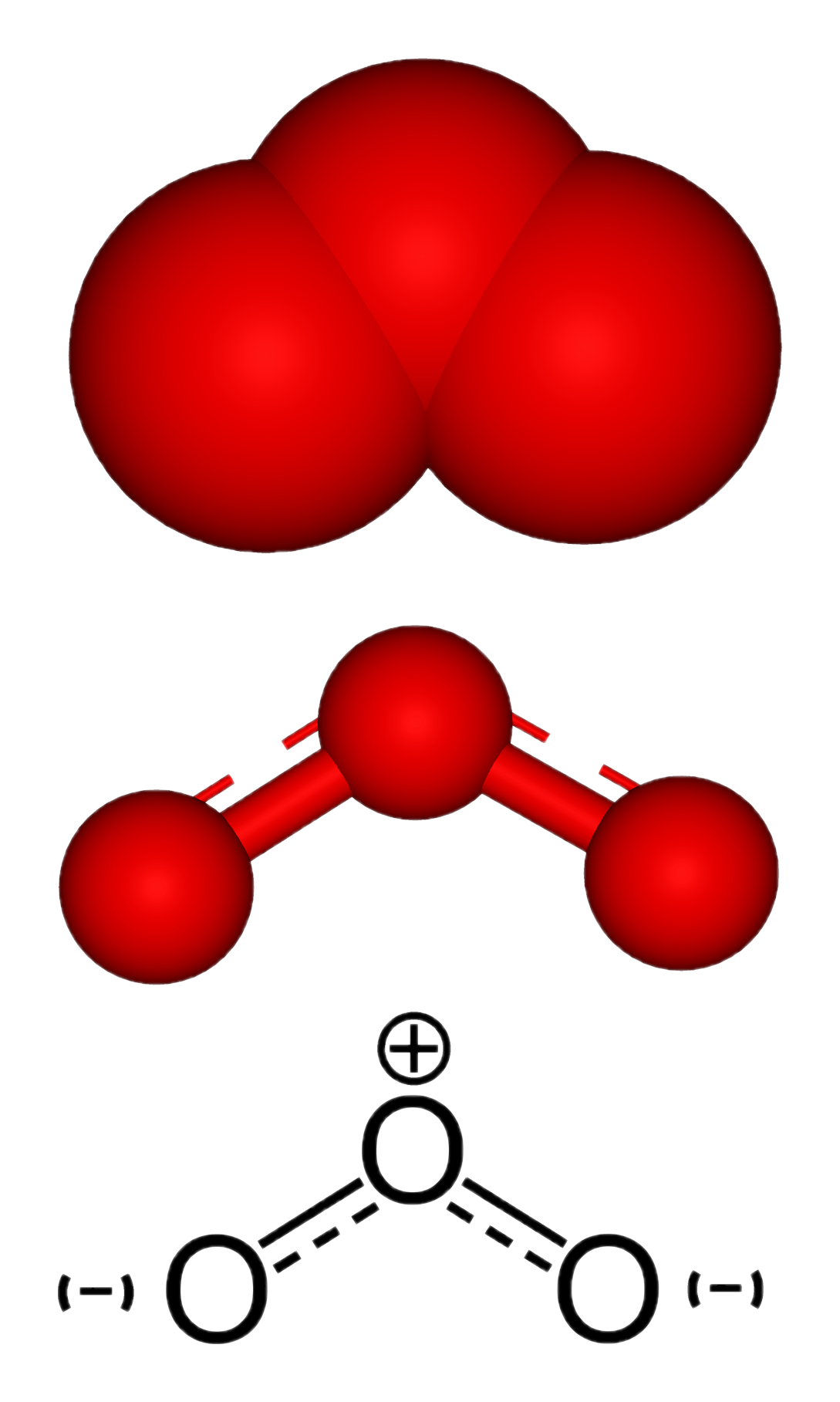
Ozono, una de la variedades alotrópicas del oxígeno.

El oxígeno se puede presentar bajo varias formas alotrópicas. Varias son los alótropos del oxígeno que se conocen en la actualidad, entre los que destaca el  oxígeno molecular (O2), abundantemente presente en la atmósfera terrestre (aproximadamente el 21%) y también conocido como dioxígeno u oxígeno triplete. Otro alótropo natural también presente en la atmósfera terrestre es el ozono (O3), aunque este es mucho menos abundante, por ser altamente reactivo. Otro alótropo del oxígeno es el oxígeno atómico (O1), extremadamente reactivo y que solo es posible encontrar libre en niveles altos de la atmósfera, principalmente en la termosfera, aunque bajo determinadas condiciones puede ser obtenido en el laboratorio durante un brevísimo tiempo, pues rápidamente reacciona consigo mismo para producir la variedad alotrópica más estable, el O2. Otra variedad alotrópica sería el tetraoxígeno (O4) que sería muy inestable y solamente predicho de forma teórica sin que hasta ahora haya podido comprobarse experimentalmente su existencia de forma totalmente concluyente. Otros alótropos del oxígeno serían los correspondientes al oxígeno sólido, que existe en seis fases distintas, de los cuales uno es el O8 y otro es el oxígeno metálico. 

## Principales formas alotrópicas del oxígeno
De los diferentes alótropos del oxígeno, existe tres que se encuentran presentes en la atmósfera terrestre y que son los más conocidos y estudiados. Por orden de abundancia, estos son:

### Oxígeno molecular

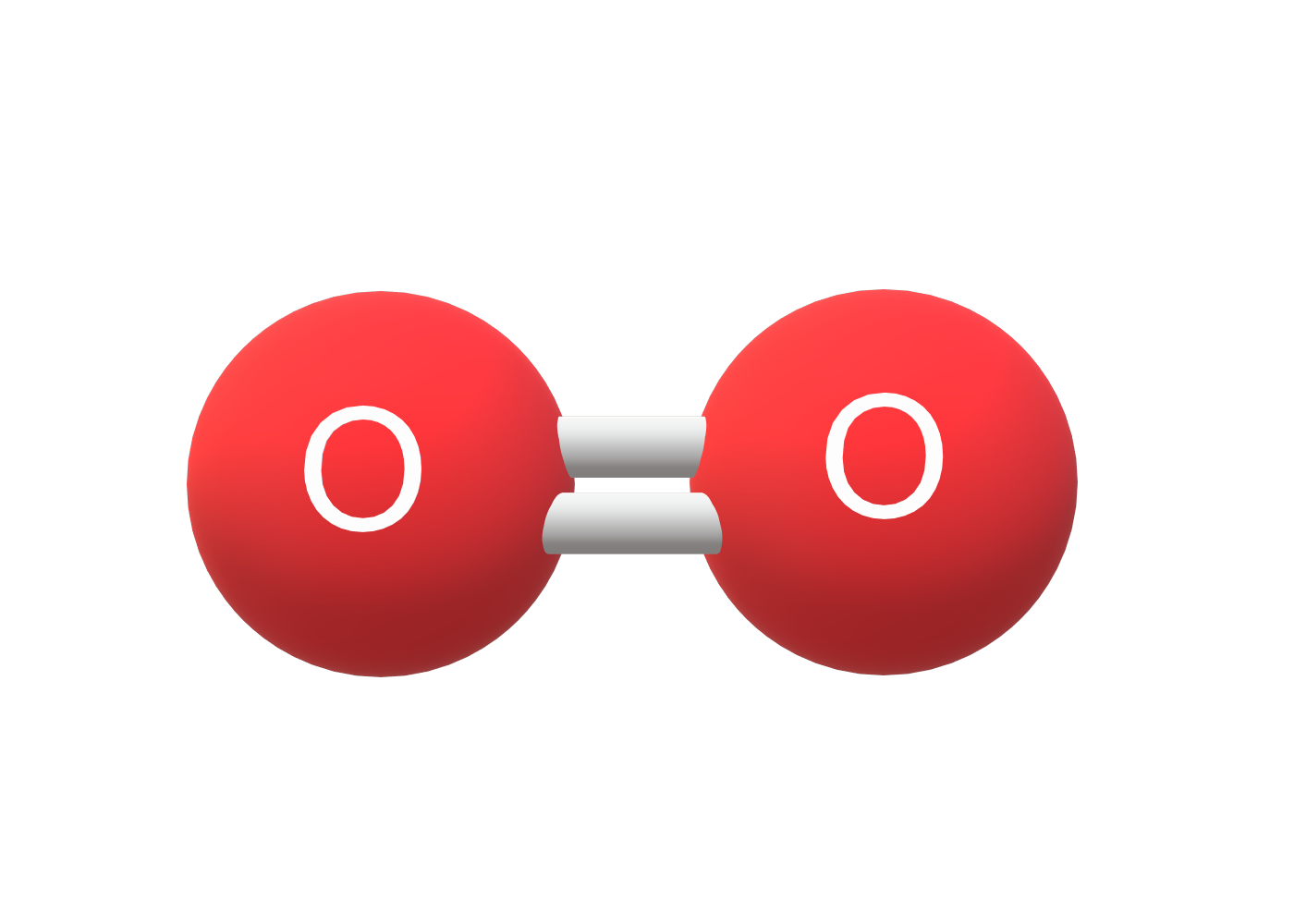
Estructura molecular del oxígeno diatómico

Es el alótropo más abundante. Su fórmula corresponde al dioxígeno (O2) y en condiciones normales de presión y temperatura se presenta en forma gaseosa, no mostrando color ni olor o sabor. También recibe los nombre de oxígeno diatómico,  u oxígeno gaseoso para distinguirlo del propio elemento y del alótropo triatómico ozono, O3 y es el único entre las especies diatómicas gaseosas con un número par de electrones que muestra paramagnetismo. Se encuentra presente en la atmósfera terrestre en proporciones de aproximadamente 21% en volumen o 23% en peso. También es posible encontrarlo disuelto, en cantidades menores, en el agua natural superficial. Es una sustancia muy reactiva, reaccionado con muchos otros elementos o compuestos químicos, con los que forma óxidos u otros derivados. Estas reacciones suelen ser altamente exotérmicas y, una vez iniciadas, pueden continuar espontáneamente (combustión) o incluso de forma explosiva. Los organismos aeróbicos utilizan el oxígeno molecular como oxidante terminal en la respiración celular para obtener energía química. En estado condensado (oxígeno líquido) muestra color azul pálido.

### Ozono

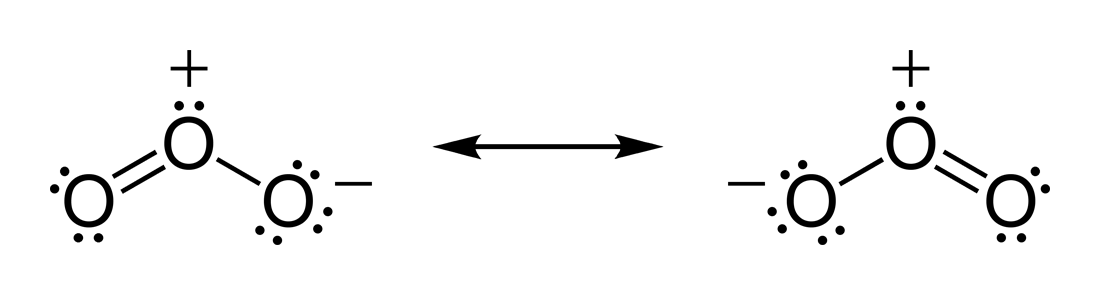
Ozono. Fórmula estructural resonante

El ozono es la variedad triatómica del oxígeno (O3). Se encuentra en estado libre en la atmósfera terrestre;  en pequeñas cantidades en la troposfera donde se considera un contamínate  especialmente dañino (ozono troposférico) y en cantidades mayores en la estratosfera, en una franja situada hacia los veinte-veinticinco kilómetros de altitud conocida como capa de ozono, donde actúa como filtro solar, debido a que absorbe fuertemente la radiación ultravioleta. En condiciones normales es un  gas de color azulado y azul intenso en estado líquido. Es inestable, descomponiéndose para formar O2, más estable, mediante reacción exotérmica que puede llegar a ser explosiva en presencia de catalizadores.  Tiene propiedades diamagnéticas y con un olor característico, detectable a concentraciones tan bajas como 0,01 ppm. Está considerado como tóxico; la concentración máxima permisible para exposición continua es de 0,1 ppm y de 1 ppm para exposiciones breves, de menos de 10 minutos. Desde el punto de vista químico, es una sustancia muy reactiva con propiedades oxidantes más acusadas que las del oxígeno diatómico, O2 , por lo que se utiliza con este fin en numerosas reacciones en Química Orgánica y como desinfectante.

### Oxígeno atómico
El oxígeno atómico, denominado O u O1, es una especie extremadamente reactiva ya que sus átomos individuales tienden a unirse rápidamente con las moléculas cercanas, lo que hace muy difícil su aislamiento par el estudio de sus propiedades. Se puede obtener durante un periodo de tiempo muy breve, mediante descargas de radiación electromagnética de microondas o mediante descargas eléctricas a través de oxígeno diatómico purificado y diluido con argón, obteniéndose átomos de oxígeno en el estado fundamental 3P (2 electrones desapareados). En la superficie terrestre, existe de forma natural durante un periodo muy breve. En el espacio exterior, a nivel de la termosfera, la abundante radiación ultravioleta de mayor energía rompe los enlaces de las especies moleculares del oxígeno, lo que hace que el 96 % del oxígeno se encuentra en forma atómica.
El oxígeno atómico ha sido detectado en Marte por las sondas Mariner, Viking y SOFIA.